# Marameo/Marameo (versione strumentale)
Marameo/Marameo (versione strumentale) è un singolo discografico di Stefania Rotolo, pubblicato nel 1979, ultimo della sua carriera prima della scomparsa.
Marameo era l'infrasigla per lo spazio dedicato ai bambini Marameo della trasmissione televisiva Tilt. Scritta da Cleffer, Marcello Mancini e Ronnieross, su arrangiamenti di Paolo Ormi, con Franco Di Lelio all'armonica a bocca, vede la soubrette animare assieme al duo "Baby music", composto da una giovanissima Claudia Vegliante e il piccolo Danilo, lo spazio dedicato ai bambini.. Sul lato b è incisa la versione strumentale.

## Tracce
Lato A
1. Marameo – 2:58 (Cleffer-Marcello Mancini-Ronnieross)

Durata totale: 2:58
Lato B
1. Marameo (versione strumentale) – 2:58 (Cleffer-Marcello Mancini-Ronnieross)

Durata totale: 2:58